# Host-Steinbrech
Der Host-Steinbrech (Saxifraga hostii Tausch) ist eine Pflanzenart der Gattung Steinbrech (Saxifraga). Der Name ehrt den kaiserlichen Leibarzt und Botaniker Nicolaus Thomas Host (1761–1834), der auch eine Flora von Österreich verfasst hat.

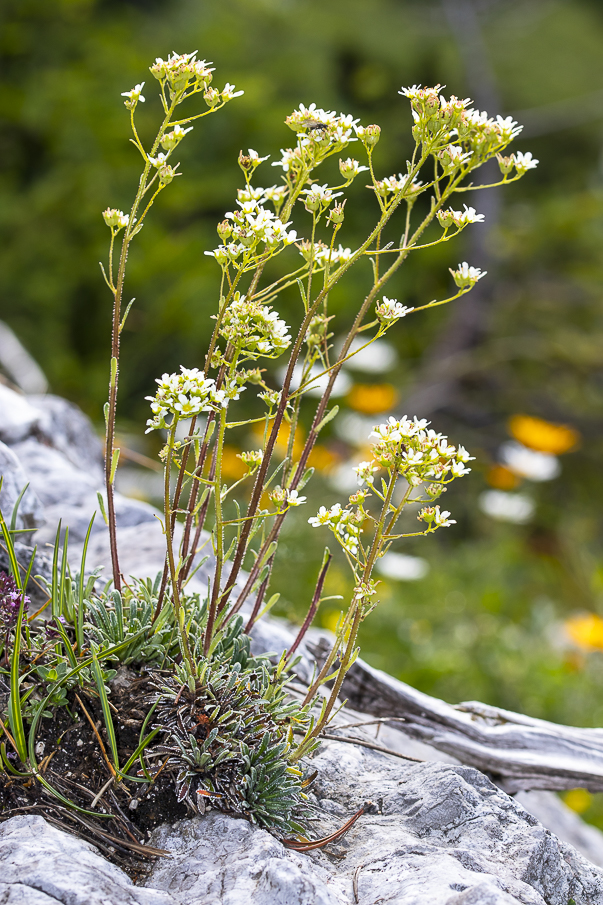
Habitus im Habitat

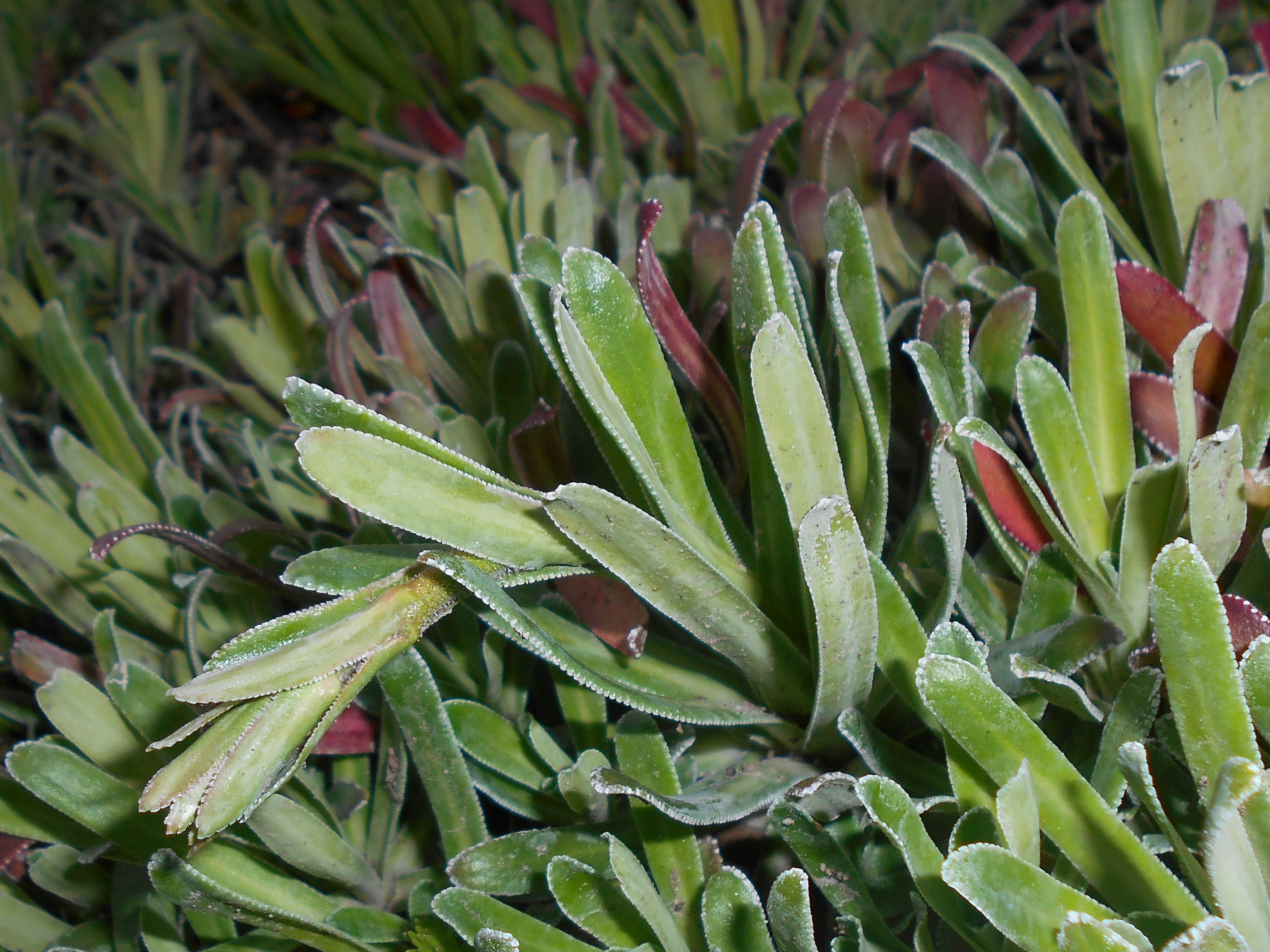
Blätter

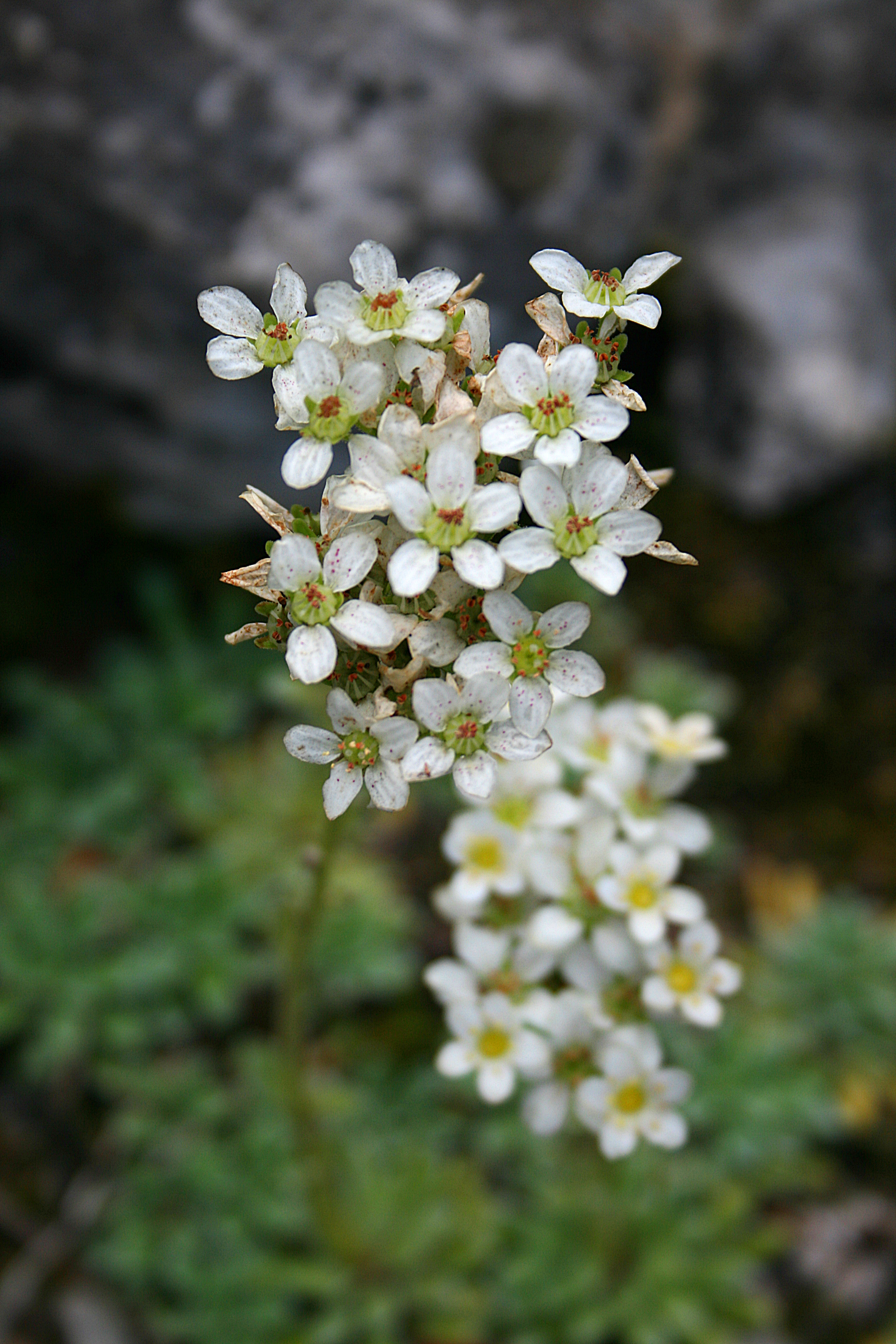
Rätischer Steinbrech (Saxifraga hostii subsp. rhaetica)

## Beschreibung

### Vegetative Merkmale
Der Host-Steinbrech ist eine immergrüne, ausdauernde Pflanze, die Rosetten-Rasen oder Rosetten-Polster sowie kurze oberirdische Ausläufer bildet. Sie erreicht Wuchshöhen von 20 bis 60 Zentimeter. Die Grundblätter sind deutlich gezähnt, 5- bis 10-mal so lang wie breit, zur Spitze wenig verbreitert, mehr oder weniger ausgebreitet und messen 20 bis 100 × 4 bis 11 Millimeter. Die Zähne der Blätter sind vorwärts gerichtet, an der Spitze knorpelig und oberseits mit einem punktförmigen, Kalk ausscheidenden Einstich. Die Stängelblätter stehen zerstreut und sind kleiner als die Grundblätter.

### Generative Merkmale
Die Blütezeit reicht von Mai bis August. Der Blütenstand ist eine Rispe, die oft in einen Ebenstrauß übergeht. Die Rispenäste haben meist (2) 5 bis 12 Blüten. Die 5 Kelchzipfel sind eiförmig, stumpf und 1,5 bis 2 Millimeter lang. Die 5 Kronblätter sind 4 bis 8 Millimeter lang, weiß gefärbt und manchmal purpurrot gepunktet. Sie sind länglich verkehrt eiförmig oder elliptisch und vorn abgerundet. Die 10 Staubblätter sind halb so lang wie die Kronblätter. Der Fruchtknoten ist fast unterständig. Die Fruchtkapsel ist kugelig eiförmig mit kurzen spreizenden Stylodien. Die Samen sind 0,8 bi 0,9 Millimeter lang, schwarz und fein warzig.
Die Art hat die Chromosomenzahl 2n = 28.

## Vorkommen
Das ursprüngliche Verbreitungsgebiet des Host-Steinbrechs reicht von der Schweiz, Italien, Österreich, Slowenien bis Kroatien und Ungarn. Die Art kommt in den Süd- und Ost-Alpen auf Kalkfelsen, in Felsspalten und auf quelligen Kalktuffen in Höhenlagen von (400) 1400 bis 2500 Meter vor. Sie kommt darüber hinaus an einzelnen Stellen in Frankreich und Tschechien (bei Prag) eingebürgert vor. Sie ist eine Charakterart der Gesellschaften des Verbands Potentillion caulescentis.

## Ökologie
Auf dem Host-Steinbrech schmarotzt der Pilz Puccinia patzschkei.

## Systematik
Es werden 2 Unterarten von Saxifraga hostii unterschieden:
- Saxifraga hostii subsp. hostii: Die Rosetten haben einen Durchmesser von 4 bis 15 Zentimeter. Die Blätter sind vorne abgerundet.
- Rätischer Steinbrech (Saxifraga hostii subsp. rhaetica (A. Kern.) Braun-Blanq.): Die Rosetten haben einen Durchmesser von 4 bis 8 Zentimeter. Die Blätter sind vorn spitz. Die ökologischen Zeigerwerte nach Landolt et al. 2010 sind in der Schweiz für diese Unterart: Feuchtezahl F = 2 (mäßig trocken), Lichtzahl L = 5 (sehr hell), Reaktionszahl R = 5 (basisch), Temperaturzahl T = 2 (subalpin), Nährstoffzahl N = 2 (nährstoffarm), Kontinentalitätszahl K = 3 (subozeanisch bis subkontinental).[3] Die Unterart steigt im Veltlin bis 2500 Meter Meereshöhe auf.[1]

Saxifraga hostii hybridisiert mit dem Rispen-Steinbrech (Saxifraga paniculata). Die Hybride heißt dann Saxifraga × churchillii Huter.

## Nutzung
Der Host-Steinbrech wird zerstreut als bodendeckende Zierpflanze in Steingärten genutzt.